# Polytaenium quadriseriatum
Polytaenium quadriseriatum är en kantbräkenväxtart som beskrevs av James Everhard Benedict. Polytaenium quadriseriatum ingår i släktet Polytaenium och familjen Pteridaceae. Inga underarter finns listade.